# Lưu Minh Truyền
Lưu Minh Truyền (giản thể: 刘铭传; phồn thể: 劉銘傳; bính âm: Liú Míng Chuán, 07 tháng 09 năm 1836 – 12 tháng 01 năm 1896), còn đọc là Lưu Minh Truyện, tên tự là Tỉnh Tam (省三), hiệu là Đại Tiềm Sơn Nhân, người Tây hương, huyện Hợp Phì, tỉnh An Huy   , đại thần cuối đời Thanh, tướng lãnh trọng yếu của Hoài quân. Ông tham gia trấn áp khởi nghĩa Thái Bình Thiên Quốc, khởi nghĩa Niệp quân, chỉ huy kháng Pháp ở Đài Loan, sau đó trở thành tuần phủ đầu tiên của tỉnh mới Đài Loan, thực hiện một loạt cải cách làm cơ sở cho công cuộc hiện đại hóa của hòn đảo này về sau.

## Khởi đầu binh nghiệp
Minh Truyền sanh ra trong một gia đình nhiều đời làm nghề nông ở đập Lưu Lão dưới chân núi Đại Tiềm thuộc Tây hương. Cha là Lưu Huệ, có sáu con trai, Minh Truyền là nhỏ nhất. Bởi Minh Truyền từng bị đậu mùa, trên mặt có rỗ, nên còn được gọi là Lưu Lục Ma Tử. Minh Truyền lên 11 tuổi thì cha mất, anh cả và anh ba cũng mất, những anh trai khác đều thành gia thất, chỉ còn mẹ ông Chu thị và ông nương tựa vào nhau, sanh hoạt nhờ vào việc bán muối lậu. Minh Truyền tính khí hào sảng, trở nên có tiếng trong đám thanh niên địa phương. Năm Hàm Phong thứ 4 (1855), Tây hương tổ chức quân Đoàn luyện chống lại nghĩa quân Thái Bình Thiên Quốc, đám thổ hào dựa vào đấy mà nhũng nhiễu nhân dân. Đến một ngày, người nhà họ Lưu không chịu nộp lương thực cho quân đoàn luyện, bị đám thổ hào đánh đập sỉ nhục, Minh Truyền nổi giận xông ra đánh đuổi bọn chúng, được mấy trăm thanh niên địa phương ủng hộ, bèn tự đứng ra tổ chức đoàn luyện, lập trại ở núi Đại Tiềm.  Sau đó, Minh Truyền đưa quân đoàn luyện theo quan quân chiếm Lục An, cứu viện Thọ Châu , được thưởng binh hàm Thiên tổng. 

## Đàn áp quân Thái Bình
Tháng 2 năm Đồng Trị đầu tiên (1862), Lý Hồng Chương được Tăng Quốc Phiên chỉ thị, tiến hành chiêu mộ Hoài quân, Minh Truyền soái quân đoàn luyện đến gia nhập. Sau cuộc thị sát của đích thân Tăng Quốc Phiên, cánh quân của Minh Truyền được đặt tên là "Minh tự doanh". Tháng 4, Minh Truyền soái Minh tự doanh cùng "Thụ tự doanh" của Trương Thụ Thanh từ An Khánh, ngồi thuyền buôn nước ngoài đi Thượng Hải làm công tác trú phòng. Ngày 20 tháng 05, Minh Truyền lần đầu đụng độ nghĩa quân Thái Bình, trước sau chiếm 2 trấn Hàng Đầu, Tân Tràng , tiến đến dưới thành Nam Hối. Minh Truyền một mặt cùng Phan Đỉnh Tân triển khai bao vây, một mặt tận dụng việc phần lớn nghĩa quân trong thành là người ở bắc bộ An Huy để tiến hành chiêu dụ; rốt cuộc các tướng Thái Bình là Ngô Kiến Doanh, Lưu Ngọc Lâm ra hàng. Minh Truyền gạt bỏ những người già yếu trong đám hàng binh, còn hơn 1 vạn , biên chế làm 8 doanh, thực lực tăng mạnh. Ngày 31, Minh Truyền đánh lui nghĩa quân từ trấn Xuyên Sa  đến;  sau đó liên tiếp đánh hạ Phụng Hiền, Kim Sơn Vệ , nhờ công được thăng chức Tham tướng, ban hiệu Phiêu Dũng Ba đồ lỗ. Lại phá nghĩa quân ở Dã Kê Đôn (ụ) , Tứ Giang Khẩu , được thăng Phó tướng. 
Mùa xuân năm thứ 2 (1863), Minh Truyền cùng Phan Đỉnh Tân, Trương Thụ San đưa 3000 quân theo đường thủy tấn công Phúc Sơn. Quan quân lên bờ, khinh suất tấn công, bị nghĩa quân đánh bại ở núi Đồng Quan; sau đó nhờ đội lính đánh thuê Tây Dương giúp đỡ mới hạ được Phúc Sơn,  tiếp đó giải vây cho thành Thường Thục ; Minh Truyền được thăng Tổng binh ký danh.  Sau đó, Minh Truyền nhắm đến Giang Âm, hiệp với thủy quân của Hoàng Dực Thăng tấn công trấn Dương Xá – một vị trí xung yếu ven Trường Giang mà nghĩa quân ra sức cố thủ. Quan quân đánh bại nghĩa quân từ Giang Âm, Vô Tích đến cứu viện, rồi Minh Truyền lại đẩy lui 10 vạn quân thủy lục của Lý Tú Thành. Tháng 7, quan quân liên tiếp hạ Thái Thương, Côn Sơn, thừa thắng chiếm Giang Âm; Minh Truyền được thăng Đề đốc ký danh.  Tiếp tục tiến đánh Vô Tích, trải qua cuộc kịch chiến trong các ngõ hẻm, bắt được tướng giữ thành là cha con Hoàng Tử Long, Hoàng Đức Mậu cùng hơn 2 vạn nghĩa quân;  Minh Truyền được thưởng thêm một chiếc mũ quan.  Tháng 12, tham gia vây thành Thường Châu, đánh bại nghĩa quân ở trấn Bôn Ngưu . Tướng Thái Bình là Thiệu Tiểu Song đầu hàng, Minh Truyền lệnh hắn ta chẹn giữ Đan Dương. Thủy quân Thái Bình đưa thuyền lớn đến đánh Bôn Ngưu, hòng giảm áp lực cho Thường Châu, Minh Truyền hăng hái tấn công, phá hơn 30 lũy, hủy hoại thuyền địch. 
Trải qua 4 tháng vây đánh , vào mùa xuân năm thứ 3 (1864), quan quân chiếm được Thường Châu, bắt chém tướng giữ thành là Trần Khôn Thư , điên cuồng giết chết hơn vạn nghĩa quân trong thành ; Minh Truyền được ban Hoàng mã quái.  Sau khi hạ được Thường Châu, Tô Châu, thực lực Hoài quân phát triển rất lớn mạnh; Minh Truyền nắm riêng một đội quân, tổ thành 3 cánh quân trung, tả, hữu, mỗi cánh có 6 doanh, cả thảy 18 doanh, thêm 1 doanh pháo binh, ngoài ra còn có 1 doanh thân binh cùng bộ thự tham mưu, lực lượng có hơn 9000 người, hơn 4000 tay súng.  Minh Truyền đồn trú Cú Dung, sắp đi Giang Ninh, nhận lệnh tham gia đuổi bắt Ấu thiên vương Hồng Thiên Quý Phúc ở Quảng Đức .  Đến cuối năm, lần lượt Hồng Nhân Can, Ấu thiên vương bị bắt, rồi bị lăng trì ở Nam Xương. Minh Truyền được thăng Trực Lệ đề đốc. Từ sau khi Trình Học Khải tử trận, Minh Truyền trở thành tướng lãnh số một của Hoài quân, đến nay ông đã là người có quan chức cao nhất trong lực lượng này. 

## Đàn áp Niệp quân
Năm thứ 4 (1865), Tằng Quốc Phiên làm đốc sư tiễu diệt quân Niệp mới, chủ yếu dùng Hoài quân. Minh Truyền điều quân đồn trú Tế Ninh, chia giữ các nơi Lục An, Hoắc Sơn...;  đây là ông ngầm tiếp nhận mệnh lệnh của Tăng Quốc Phiên, Lý Hồng Chương, án binh bất động để bảo tồn thực lực, bỏ mặc kỵ binh Mông Cổ của Tăng Cách Lâm Thấm khổ chiến với quân Niệp. Sau khi Tăng Cách Lâm Thấm tử trận, triều đình nghiêm trách Tăng Quốc Phiên, cách chức lưu nhiệm Minh Truyền.  Tháng 11, Minh Truyền dời đến Chu Gia Khẩu , lần lượt phá nghĩa quân ở trấn Ngõa Điếm , trấn Nam Đốn , huyện Phù Câu. 
Tháng 3 năm thứ 5 (1866), Minh Truyền cứu viện Hồ Bắc, đánh hạ Hoàng Pha, truy kích đến Dĩnh Châu, đánh cho nghĩa quân đại bại , nhờ vậy mà được phục chức.  Minh Truyền cho rằng đuổi đánh nghĩa quân trên đồng bằng thì khó thành công, đề nghị đắp đê ngăn kỵ binh, từ Hà Nam đến Vận Hà thuộc Sơn Đông, dồn Niệp quân về phía nam Sa Hà. Tháng 9, vòng vây vừa khép thì nghĩa quân đã đột phá phòng tuyến Sa Hà của quan quân Hà Nam. Hoài quân chia ra truy kích, Minh Truyền đánh bại nghĩa quân ở Cự Dã. Sau khi chạy đến Trung Mưu, Niệp quân chia làm hai nhánh Đông – Tây: Trương Tông Vũ  đi Thiểm Tây; Nhâm Trụ, Lại Văn Quang ở lại Sơn Đông.  Sau khi Tằng Quốc Phiên nhận lỗi để nghĩa quân chạy thoát phải từ chức, triều đình lấy Lý Hồng Chương thay thế.  Hồng Chương nhân đó mở rộng Hoài quân, từ 4 vạn người lên đến 7 vạn – có 28 doanh, hơn 7000 chiến mã; trong đó, đội quân của Minh Truyền (lúc này quen được gọi là Minh quân) là chủ lực, được biên chế lại cho phù hợp với chiến thuật lưu động hơn – có 13 doanh, hơn 3500 chiến mã.  Minh Truyền chuyên tiễu Đông Niệp, đông đến Vận Thành, tây đến Kinh Sơn, lớn nhỏ mấy chục trận. 
Mùa xuân năm thứ 6 (1867), Lý Hồng Chương của Hoài quân bàn bạc Tăng Quốc Thuyên của Tương quân cùng đánh nghĩa quân ở sông Doãn Long . Minh Truyền hẹn với Bào Siêu vào đầu giờ Ngọ ngày 15 tháng giêng thì tấn công; nhưng Minh quân đến trước, bị quân Đông Niệp đánh bại, các tướng Đường Điện Khôi, Điền Lý An tử trận, Minh Truyền ngã ngựa, suýt nữa rơi vào tay địch; may nhờ Bào Siêu đến kịp, chuyển bại thành thắng, đập tan nghĩa quân. Trận này Minh Truyền rõ là muốn tranh công nên đánh trước, kết quả thất bại, 2 cánh tả, trung quân của Minh quân thiệt hại nặng nề, nhưng ông đổ hết lỗi lầm cho bộ tướng Lưu Thịnh Tảo "liều lĩnh khinh địch" và Bào Siêu chậm trễ phối hợp tác chiến. Lý Hồng Chương cứ thế tâu lên, triều đình thay vì thưởng công thì lại khiển trách Bào Siêu, khiến cho ông ta uất ức, xưng bệnh bỏ về quê nhà, không quay lại nữa. Việc này gây ra mối hiềm khích khôn nguôi giữa Minh Truyền với Tương quân, đào sâu mối bất hòa sẵn có giữa Hoài quân và Tương quân.  Sau khi dừng quân ở Tín Dương để chỉnh đốn, Minh Truyền tiếp tục truy kích nghĩa quân đến Sơn Đông. Lại kiến nghị dựng rào từ Vận Hà đến Giao Lai Hà, hòng vây khốn nghĩa quân, dồn họ về phía tây. Khi ấy quan quân – nghĩa quân đều mệt mỏi, triều đình lại hối thúc, Lý Hồng Chương dựa cả vào Minh Truyền. Tháng 8, giải vây Thuật Dương. Sau đó giao chiến ở Cám Du, nhờ nội ứng mà bắn chết Nhiệm Trụ, khiến nghĩa quân tan chạy. Đón đánh quân Niệp ở huyện Duy , Thọ Quang, ép vào khoảng giữa Dương Hà, Di Hà, tiêu diệt gần sạch. Lại Văn Quang chạy đến Dương Châu thì bị bắt, quân Đông Niệp bị dẹp. Tằng Quốc Phiên, Lý Hồng Chương báo tiệp, luận công đặt Minh Truyền đứng đầu; ông được ban thế chức Tam đẳng Khinh xa đô úy. Minh Truyền lấy cớ tích lao thành tật, xin rời quân đội;  đây là ông ngầm oán trách triều đình thưởng bạc. 
Mùa xuân năm thứ 7 (1868), Trương Tông Vũ bất ngờ xâm phạm khu vực phụ cận kinh thành, triều đình vội vã khởi dụng Minh Truyền, còn khiển trách ông chậm chạp. Minh Truyền gấp đến Đông Xương, hội họp với các cánh quân tiến đánh Diêm Sơn, Thương Châu , Đức Bình ; tiếp tục dùng kế sách vây diệt, dồn nghĩa quân về phía đông Vận Hà, từ nhiều hướng hợp kích, gần như giết sạch quân Tây Niệp. Trương Tông Vũ chạy đến Trì Bình rồi mất tích, khởi nghĩa Niệp quân cáo chung; Minh Truyền được phong Nhất đẳng nam tước. Có chiếu sai Minh Truyền đồn trú ở trấn Trương Thu . 

## Rời khỏi quan trường
Tháng 12 năm thứ 8 (1869), tướng Tương quân là Lưu Tùng Sơn bị nghĩa quân dân tộc Hồi ở Bắc Sơn  giết chết. Tây thái hậu (tức Từ Hi) muốn Lý Hồng Chương vào Thiểm làm Đốc biện quân vụ, Thiểm Cam tổng đốc Tả Tông Đường không muốn Hồng Chương tranh công, bèn phái bộ tướng tâu lên rằng tặc phỉ bị dẹp gần xong, không cần Hồng Chương phải đến. Hồng Chương cũng không muốn giành giật với Tông Đường, bèn phái Minh Truyền đi thay. Sau khi Minh Truyền soái bọn Đường Định Khuê, Đằng Học Nghĩa, Hoàng Quế Lan đến Thiểm Tây, Tông Đường rất bất mãn, tìm cách gây khó dễ cho ông; Minh Truyền cũng tức giận, đem quân tình ở Thiểm Cam tâu lên Tây thái hậu. Tông Đường biết được thì vô cùng căm phẫn, khiến cho hiềm khích cá nhân của Minh Truyền với Tương quân càng sâu dày. 
Cuộc tranh giành giữa các phái hệ trong đình nhà Thanh rất khốc liệt, không chỉ Tương – Hoài 2 quân, mà còn có bọn đại thần Ông Đồng Hòa; Minh Truyền xuất thân võ biền, nhận thấy không thể đảm đương, bèn dâng sớ nói bị đau đầu rất nặng, xin được bãi chức về làng, tiến cử Cam Túc đề đốc Tào Khắc Trung thay thế; triều đình chuẩn cho ông nghỉ dưỡng 3 tháng. Khi ấy Minh quân có đến 2 vạn người, vì bất phục Tào Khắc Trung mà nảy ra xung đột, Minh Truyền do tiến cử lầm người phải chịu cách chức chờ xử lý. Việc này khiến Minh Truyền càng thêm chán nản, bỏ về quê nhà, xây dựng trang viện, tu sửa các con đập Lưu Lão (ở Tây hương) và Lưu Tân (ở Ma Phụ ). 
Minh Truyền nhàn cư ở quê nhà đến mười mấy năm, không rõ vì sao. Đây là thời gian mà Lý Hồng Chương (đại biểu của Hoài quân) vươn đến đỉnh cao quyền lực, đối trọng của ông ta chỉ có thể là Tả Tông Đường (đại biểu của Tương quân). Có lẽ Thanh triều lo sợ Minh Truyền sẽ giúp cán cân nghiêng hẳn về phía Hồng Chương – bởi các nhân vật xuất thân từ Tương quân không ai sánh được với ông về công trạng và danh vọng; mặt khác có lẽ bản thân Hồng Chương nhiều năm nhờ cậy Minh Truyền, cũng e ngại ông công cao át chủ. Một thuyết khác cho rằng Ông Đồng Hòa – thầy của Quang Tự hoàng đế – từng chiêu dụ Minh Truyền, nhưng bị phớt lờ; việc này góp phần gây trở ngại cho hoạn lộ của ông. 
Trong suốt thời gian này, thế nước ngày càng suy yếu, nỗi lo ngoại xâm cứ lớn dần, Minh Truyền thường xuyên đi lại với các thành viên phái Dương Vụ và những nhân sĩ có tư tưởng cải cách, dần được mở mang tầm mắt.  Năm Quang Tự thứ 6 (1880), người Nga trả lại Y Lê, triều đình tranh luận về vấn đề biên phòng. Minh Truyền được triệu về kinh, lập tức dâng sớ đề nghị xây dựng đường sắt, cho rằng lợi ích không chỉ ở việc giao thông nam bắc, mà còn ở việc điều động binh lương, lại nói đây là cơ sở để đất nước tự cường. 

## Kháng Pháp vệ Đài

### Vượt biển
Tháng 7 năm Quang Tự thứ 10 (1884), tư lệnh Amédée Courbet đưa hạm đội Viễn Đông nước Pháp xâm nhiễu một dải Phúc Kiến, Đài Loan. Người Pháp lộ rõ dã tâm giành lấy mỏ than Cơ Long, tận dụng nguồn nhiên liệu này để không chỉ chiếm trọn Đài Loan, mà còn đánh khắp các tỉnh duyên hải của Trung Quốc. Đài Loan cáo cấp, triều đình vội vã khởi dụng Minh Truyền, mệnh cho ông thụ hàm tuần phủ, giữ chức Đài Loan đốc biện quân vụ. Minh Truyền lập tức dâng sớ điều trần "Hải phòng vũ bị 10 sự", phần lớn đều được tiếp nạp. Sau khi Minh Truyền đến Thượng Hải, công sứ Pháp nhiều lần dò xét thời điểm xuất hành, ý đồ ám hại ông trên biển. Minh Truyền đánh tiếng tăng cường thủy đội để bảo vệ mình, tỏ ra vô cùng sợ hãi, khiến người Pháp tin rằng ông không dám đi Đài Loan. Vào một đêm mưa gió, Minh Truyền lẻn xuống thuyền nhỏ ra biển, từ đó lên chiến hạm chạy thẳng đến Đài Loan.  
Sau khi ra đảo, Minh Truyền phát hiện công tác phòng bị Đài Loan rất kém: có 40 doanh, hơn 2 vạn người nhưng phải bảo vệ hơn 2000 dặm bờ biển; trang bị đều hỏng, rất ít đại pháo trên các pháo đài bắn được; có thủy quân nhưng không có thuyền hạm; Đài Loan binh bị đạo Lưu Ngao (tướng Tương quân) đem 31 doanh đặt ở Đài Nam, chỉ có 9 doanh ở Đài Bắc. Thêm nữa, Minh Truyền ngoài 2 viên tùy tướng và vài trăm thân binh Hoài quân, trên đảo còn lại đều là Tương quân, thậm chí Tôn Khai Hoa – tướng trấn thủ cảng Hỗ Vỹ - vốn là bộ tướng của Bào Siêu.   Minh Truyền chủ động tìm gặp Lưu Ngao, ra sức hòa hoãn những mâu thuẫn trước đây.

### Cơ Long thất thủ
Ngày 04 tháng 08, phó tư lệnh Sébastien Lespès đưa 3 cỗ chiến hạm áp sát cảng Cơ Long. Bấy giờ Cơ Long chỉ có 800 quân, còn 5 khẩu pháo bắn được, đều đặt ở chính diện. Ngày 5, quân Pháp khai hỏa, bộc lộ rõ ưu thế về khí tài, lập tức phá hủy pháo đài phía đông, khiến kho thuốc súng nổ tung. Hôm sau, Minh Truyền rút phần lớn quân Thanh ra sau núi, chỉ còn một ít giữ cao điểm. Quân Pháp hăng hái lên bờ tiến vào Cơ Long, bị Phúc Ninh (trấn) tổng binh Tào Chí Trung (tướng Tương quân) men núi theo 2 hướng đông – tây vu hồi bao vây, 3 mặt giáp kích. Quân Pháp thất bại, chạy về chiến hạm, Lespès đành lui về Mã Tổ. Triều đình nghe Minh Truyền khoa trương rằng quân Thanh đã gây thương vong hơn trăm tên địch, đặc biệt phát 3000 lạng bạc để khao thưởng.  
Ngày 30 – 31 tháng 08, Courbet đưa 5 cỗ chiến hạm đến oanh kích Cơ Long. Minh Truyền mộ quân đoàn luyện lên phía bắc cứu viện, cố thủ cửa sông Đạm Thủy, không để quân Pháp lên bờ. Lưu Ngao cũng phái Lâm Triều Đống đưa quân đoàn luyện đến hiệp trợ phòng thủ Cơ Long. Sau đó, người Pháp tạm dừng để đàm phán. Ngày 01 tháng 10, Courbet chiếm được pháo đài núi Tiên Động ở mặt tây cảng khẩu. Ngày 02, Lespès tấn công cảng Hỗ Vỹ - cửa ngõ của phủ Đài Bắc , Minh Truyền chỉ để lại hơn 300 quân giữ Cơ Long, điều quân cứu viện Hỗ Vỹ. Ngày 03, quân Thanh bắt đầu phá hủy mỏ than, vận chuyển khí tài triệt thoái khỏi Cơ Long. Ngày 04, lũy Sư Cầu Lĩnh thất thủ, quân Pháp chiếm được Cơ Long. Sau khi nhận thấy tình hình Hỗ Vỹ không đáng ngại, Minh Truyền vào giữ thành Đài Bắc, điều Chương Cao Nguyên (tướng Hoài quân) đem 4 doanh tăng viện cho Hỗ Vỹ. Lưu Ngao thừa cơ xúc xiểm với Tả Tông Đường rằng Minh Truyền không được Tương quân ở Hỗ Vỹ tín nhiệm, phạm sai lầm nên chịu mất Cơ Long, triều đình tin lời ấy, ban chiếu răn đe ông. Dù chịu áp lực nặng nề, Minh Truyền vẫn thản nhiên chỉ huy tác chiến; ngày 08 tháng 10, ông phái Chương Cao Nguyên chi viện cho Chương Châu tổng binh Tôn Khai Hoa (tướng Tương quân) đẩy lui nỗ lực lên bờ của quân Pháp.  

### Khổ chiến
Ngày 23 tháng 10, hạm đội Viễn Đông bắt đầu tiến hành các hoạt động phong tỏa Đài Loan; mặt khác, quân Pháp được tăng cường 1800 người. Trong hoàn cảnh khó khăn, Minh Truyền khẳng định không mong cứu viện sẽ đến, kiên quyết cố thủ chờ tình hình thay đổi. Một mặt Minh Truyền hiệu triệu nhân dân bỏ tiền ra sức để bảo vệ quê hương; một mặt tín nhiệm tuyệt đối tướng lãnh Tương quân là bọn Tôn Khai Hoa, Tào Chí Trung, cho phép bọn họ tùy nghi hành động. Nhân sĩ, phú hào tự động quyên nộp gần trăm vạn lạng bạc, dân chúng, nam nữ hăng hái hiệp đồng với quan quân chiến đấu; tướng sĩ Đài Loan có lúc thắng có lúc thua, nhưng không hề nhụt chí. Minh Truyền đồng cam cộng khổ với sĩ tốt, ra trận thì đi trước mọi người, nghỉ ngơi thi áo cộc nằm trên mặt đất. Ngựa bị đạn pháo làm hoảng hốt, hất chủ xuống đất, mũ quan bị đạn bắn sượt qua, Minh Truyền đều thần sắc không đổi, tiếp tục chỉ huy chiến đấu, khiến mọi người khâm phục, hoàn toàn nghe theo mệnh lệnh của ông. 
Ngày 13 tháng 04 năm Quang Tự thứ 11 (1885), chánh phủ Pháp đình chỉ chiến sự. Ngày 14 tháng 04, Courbet cởi bỏ tình trạng phong tỏa. Ngày 09 tháng 06, Lý Hồng Chương ký kết điều ước Thiên Tân. Ngày 11, Courbet mất ở đảo Mã Công, quần đảo Bành Hồ. Ngày 16, Lespès thay làm tư lệnh, trao đổi tù binh ở Cơ Long. Ngày 21, quân Pháp rút khỏi Cơ Long. Ngày 04 tháng 08, hạm đội Viễn Đông rút khỏi Bành Hồ, chiến sự ở Đài Loan chính thức kết thúc. 

## Trị lý Đài Loan
Ban đầu Minh Truyền được thụ Phúc Kiến tuần phủ, không lâu sau phủ Đài Loan đổi làm hành tỉnh, được đổi thụ Đài Loan tuần phủ. Minh Truyền trị lý Đài Loan đến năm Quang Tự thứ 17 (1891), đã làm được những công việc sau:
- Hải phòng và luyện binh: Sửa chữa và xây mới cho các pháo đài bảo vệ 4 cảng Cơ Long, Đạm Thủy, An Bình, Cao Hùng, trang bị pháo mới đúc theo công thức phương tây, mời người Đức là Bityia làm Kỹ giám. Mời người Đức là Baons huấn luyện pháo binh và tổ chức quân đội hiện đại. Thiết lập Đài Bắc cơ khí cục để chế tạo khí tài quân sự, gồm cả vũ khí; Hỏa dược tổng cục quản lý thuốc nổ, Quân giới sở bảo quản vũ khí, Quân chánh cục thi hành quân luật; còn đặt Thủy lôi doanh ở 4 cảng nói trên.
- Quản lý dân số kiểu mới: Thiết lập Toàn Đài doanh vụ xử ở Đài Bắc, mời người Đức là Becker và người Anh là Matheson sửa đổi chế độ bảo giáp, lập tức thi hành.
- Phủ phiên (vỗ về các dân tộc thiểu số) khẩn hoang: Xây dựng mối quan hệ hữu hảo với các dân tộc thiểu số trên đảo, đối xử với họ bình đẳng như người Hán, khuyến khích bọn họ khẩn hoang, cải thiện đời sống. Năm thứ 12 (1886), thiết lập Phủ khẩn tổng cục với hơn 10 phân cục, điều quân mở núi làm đường, tiếp cận các dân tộc thiểu số, tiến hành công tác chiêu phủ. Xây dựng Phiên học đường, dạy họ văn hóa, cấp cho quần áo, trừ bỏ hủ tục. Năm sau, toàn đảo có hơn 400 Phiên xã, hơn 8 vạn Phiên dân, khẩn hoang đến vài mươi vạn mẫu ruộng.
- Xây dựng đường sắt: Năm thứ 13 (1887), được sự ủng hộ tài chính của Thuần Thân vương Dịch Huyên và Lý Hồng Chương, Minh Truyền động thổ xây dựng tuyến đường sắt Cơ Long – Đài Nam. Sau 2 năm, nối liền Cơ Long – Đài Bắc, nhưng không thể hoàn thành khi Minh Truyền tại chức.
- Cải cách giáo dục: Năm thứ 11 (1885), thiết lập Tây học đường, dạy các môn Anh ngữ, Pháp văn, Địa lý, Lịch sử, Số học,... nhằm bồi dưỡng nhân tài cho phái Dương Vụ.
- Tiếp nhận khoa học kỹ thuật: Năm thứ 12 (1886), thiết lập Điện báo tổng cục, xây dựng các tuyến điện báo từ Cơ Long đi qua Hỗ Vỹ, Đài Bắc, Đài Nam, An Bình; An Bình đến Bành Hồ; Hỗ Vỹ đến Phúc Châu. Năm thứ 13, thiết lập Điện báo học đường. Năm thứ 14, đèn điện xuất hiện ở Đài Bắc, chủ yếu trang bị cho đường sắt. Năm thứ 15, thiết lập Bưu chánh tổng cục, lấy Lục doanh binh làm công tác đưa thư. Ngoài ra còn có Quan y cục, tìm hiểu y thuật Tây Dương.
- Mở rộng mậu dịch: Minh Truyền mạnh dạn từ bỏ truyền thống "trọng nông ức thương", khuyến khích thương mại. Năm thứ 12 (1886), thiết lập Thương vụ cục và Thuế li cục quản lý thương nghiệp. Mua 8 chiếc tàu hàng kiểu mới vận chuyển hàng hóa đi lại các nơi Bành Hồ, Thượng Hải, Hương Cảng, Tân Gia Pha, Tây Cống, Lữ Tống, giúp Đài Loan trở thành một trong các trung tâm mậu dịch đương thời. Thiết lập Toàn Đài não hoàng tổng cục quản lý chương não và lưu hoàng, Môi vụ cục quản lý khoáng sản; ngoài ra còn khích lệ xuất khẩu trà.
- Thanh phú (làm sáng tỏ việc thu thuế) trượng điền (đo ruộng): Tình hình giấu giếm số ruộng đất thực tế ở Đài Loan vô cùng nghiêm trọng. Minh Truyền cho rằng như vậy chánh phủ thì mất đi một nguồn thu lớn, dân nghèo thì chịu thêm một tầng áp bức vì tô thuế, nên cương quyết thi hành. Việc này động chạm gay gắt đến lợi ích của giai cấp địa chủ, dẫn đến phát sanh cuộc động loạn ở huyện Chương Hóa, giết chết đề đốc Chu Hoán Minh.

## Uất ức mà chết
Bấy giờ nhân sĩ Đài Loan phần lớn chỉ trích Minh Truyền, quan lại ở triều đình tin lời xúc xiểm của bọn Lưu Ngao mà dâng sớ đàn hặc ông. Giữa lúc khó khăn bủa vây, Thuần Thân vương Dịch Huyên – người ủng hộ Minh Truyền tích cực nhất – qua đời. Minh Truyền biết đại thế đã mất, bèn dâng sớ xin nghỉ hưu, vào tháng 04 năm thứ 17 (1891) được chuẩn y. 
Năm thứ 20 (1894), Thanh – Nhật xung đột ở Triều Tiên, triều đình nhiều lần triệu Minh Truyền, nhưng ông có bệnh không thể lên đường. Đến khi nghe tin nhà Thanh thất bại trong chiến tranh Giáp Ngọ, phải cắt nhượng Đài Loan, Minh Truyền uất ức đến nỗi không gượng dậy nổi. Tương truyền trước lúc lâm chung, Minh Truyền nhìn về phương đông, kêu to: "Trời xanh ơi! Trả lại Đài Loan cho ta!" 
Có chiếu truy niệm công tích, được tặng Thái tử thái bảo, ban tuất, xây chuyên từ, thụy là Tráng Túc. 

## Đánh giá
Thanh sử cảo chép về việc Minh Truyền kiến nghị làm đường sắt: Sớ dâng lên, tuy chưa được thi hành, nhưng sự phát triển của đường sắt Trung Quốc, bắt đầu từ Minh Truyền vậy! Bình luận rằng: Lưu Minh Truyền tài khí vô song, không ở dưới người, nên dễ lui khó tiến. Giữ Đài trị Đài, tự có công lao. 
Dư Mộc: Nhân vật số một trong các chánh trị gia trị lý Đài Loan, công nghiệp của ông cùng Đài Loan đều bất hủ vậy! 